# Pomnik męczeństwa żołnierzy Związku Walki Zbrojnej AK poległych i zamordowanych za ojczyznę w latach 1939–1945 w Rabce-Zdroju
Pomnik męczeństwa żołnierzy Związku Walki Zbrojnej AK poległych i zamordowanych za ojczyznę w latach 1939–1945 w Rabce-Zdroju – pomnik w formie obelisku upamiętniający 66 członków ZWZ walczących w okolicach Rabki. Powstał z inicjatywy Anny Rudzińskiej, córki Tadeusza Kumera, dowódcy plutonu działającego w okolicach Rabki-Zdroju i żołnierza ZWZ-AK. Jesienią 2001 roku zawiązał się społeczny komitet budowy pomnika, a po dwóch latach, w 2003 roku, doszło jego odsłonięcia na deptaku obok kawiarni „Zbrojowej”. Projekt pomnika wykonał artysta plastyk, nauczyciel Gimnazjum nr 1 w Rabce Leszek Zachara. Sfinansowany został przez Radę Ochrony Pamięci Walk i Męczeństwa. Na obelisku znajduje się okrągły otwór, a w nim krzyż walecznych oraz pamiątkowa tablica z nazwiskami ofiar. Szczyt pomnika wieńczy rzeźba orła – zwiastun wolności, którą wykonał artysta rzeźbiarz Andrzej Szczepaniec.
Znajdująca się na tablicy inskrypcja brzmi:

W Hołdzie żołnierzom S.Z.P.-Z.W.Z.-AK poległym i zamordowanym za Ojczyznę w latach 1939–1945 STANISŁAW DYBAŚ „Dąbek”odznaczony Brązowym Krzyżem Zasługi z MieczamiSTANISŁAW GOEBEL „Szyna” odznaczony Srebrnym Krzyżem Zasługi z Mieczami MARIA GOEBEL „Lotos”odznaczona Srebrnym Krzyżem Zasługi z MieczamiTADEUSZ KUMER „Nabój” odznaczony Krzyżem Walecznymoraz Brązowym Krzyżem Zasługi z Mieczami  WAŁDYSŁAW BARAN „Baca” GENOWEFA MLEKODAJ IRENA BARAN „Młoda” STANISŁAW NAWARA „Śliwa” STEFANIA BARAN „Tola” MAIAN NIŻNIK „Wysoki”ANTONI CZYSZCZOŃ JERZY PRZYWARA-kapelan „Jerzy”MARIAN EGIERT „Prąd” JAN PERUCKI „Gwódź”JAN GŁUSZYŃSKI „Lekarz” ANIELA RYGIELJAN KROCZEK „Trznadel” ANDRZEJ ROKITA „Piła”MICHAŁ KOŚCIELNIAK „Jasion” JAN SOCHACKI „Mars”STEFAN KONDYS „Marcin” CZESŁAW STOLARCZYK „Czerski”JACEK KADER „Park” IRENA SZCZUKA „Dalia”ANNA KOZNOWSKA  STANISŁAW WRZOŁEK „Jastrząb”FRANCISZEK LUBERDA „Wież” STEFAN JERZYK „Rygiel”

Pomnikiem opiekują się uczniowie Gimnazjum nr 1 w Rabce.